# Phyllodonta canniata
Phyllodonta canniata är en fjärilsart som beskrevs av William Schaus 1901. Phyllodonta canniata ingår i släktet Phyllodonta och familjen mätare. Inga underarter finns listade i Catalogue of Life.